# Ivan Vladislav Point
Der Ivan Vladislav Point (englisch; bulgarisch нос Иван Владислав nos Iwan Wladislaw) ist eine Landspitze an der Nordküste von Rugged Island im Archipel der Südlichen Shetlandinseln. Als Ausläufer des Cherven Peak liegt sie 1,63 km westnordwestlich des Herring Point, 0,4 km ostnordöstlich des Simitli Point und 3,27 km ostsüdöstlich des Kap Sheffield.
Britische Wissenschaftler kartierten sie 1968, spanische 1992 und bulgarische in den Jahren 2005 sowie 2009. Die bulgarische Kommission für Antarktische Geographische Namen benannte sie 2006 Iwan Wladislaw († 1018), von 1015 bis zu seinem Tod vorletzter Zar des ersten bulgarischen Reiches.